# Cantó de Parthenay
El cantó de Parthenay és un cantó francès del departament de Deux-Sèvres, situat al districte de Parthenay. Té 11 municipis i el cap és Parthenay.

## Municipis
- Adilly
- Amailloux
- Châtillon-sur-Thouet
- Fénery
- La Chapelle-Bertrand
- Lageon
- Le Tallud
- Parthenay
- Pompaire
- Saint-Germain-de-Longue-Chaume
- Viennay

## Història
| Data d'elecció                           | Identitat       | Partit                     | Qualitat |
| ---------------------------------------- | --------------- | -------------------------- | -------- |
| 1951-1958                                | Félix Lambert   | MRP                        |          |
| 1958-197.                                | M. Gaborit      | Divers droite              |          |
| 197.-1970                                | Jacques Lambert | Divers droite, després UDR |          |
| 1970-1979                                | Armand Jubien   | SFIO, després PS           |          |
| 1979-1994                                | Jean Pineau     | UDF                        |          |
| 1994-                                    | Gilbert Favreau | Divers droite, després UMP |          |
| les dades anteriors no són pas conegudes |                 |                            |          |
|                                          |                 |                            |          |

## Demografia
| A partir de 1990: Població sense dobles comptes |